# Grand Prix SAR La Princesse Lalla Meryem 2006
Grand Prix SAR La Princesse Lalla Meryem 2006 — жіночий тенісний турнір, що проходив на відкритих кортах з ґрунтовим покриттям у Рабаті (Марокко). Належав до турнірів 4-ї категорії в рамках Туру WTA 2006. Це був шостий за ліком Гран-прі принцеси Лалли Мер'єм. Тривав з 15 до 21 травня 2006 року. Несіяна Меган Шонессі здобула титул в одиночному розряді й отримала 22,9 тис. доларів США.

## Фінальна частина

### Одиночний розряд
Меган Шонессі —  Мартина Суха 6–2, 3–6, 6–3
- Для Шонессі це був 1-й титул в одиночному розряді за сезон і 4-й — за кар'єру.

### Парний розряд
Янь Цзи /  Чжен Цзє —  Ешлі Гарклроуд /  Бетані Маттек-Сендс 6–1, 6–3